# Алексеева, Тамара Александровна
Тама́ра Алекса́ндровна Алексе́ева (род. Липецк) — российская писательница и публицист, член Союза российских писателей, член-корреспондент Академии российской словесности, член Союза журналистов России. Лауреат литературной премии имени А. П. Чехова, литературной премии журнала «Петровский мост». Автор романов «Исповедь русской грешницы или как заработать деньги в России», «Игровая зависимость или история одной любви», сборника рассказов «Весенний шабаш».

## Биография
Родилась в Липецке. Окончила ЛГПИ по специальности педагогика и методика начального обучения. 17 лет преподавала в средней школе № 38 города Липецка.
Вместе с мужем Вадимом Алексеевым в 2000 году основала фабрику «Липецкие сувениры», где производятся сувениры из гипса. Игрушки, созданные её руками, получили восемь дипломов на международных выставках подарков, внесены в Международный каталог сувениров, получили международный приз — хрустальную сову «За оригинальность продукции».
Рассказы и романы Алексеевой публикуются в журналах «Петровский мост», «Юность», канадских журналах «Порт-Фолио» и «Remote Sky».
Основные темы произведений: возрождение человеческого духа, психология отношений, пути выхода из критических ситуаций.

## Личная жизнь
Замужем, имеет двух детей.

## Список произведений

### Романы
- «Исповедь русской грешницы или как заработать деньги в России»
- "Игровая зависимость или история одной любви

## Сказки
- лочва
- «ричка»Снегиричка в Городе Красивых Слов»
- «Приключения Снегирички»
- «Сказка о городе Липецке»
- «Сказ о Липецком крае»
- «Сказки о цветах из Красной Книги Липецкой области»
- «Сказки о насекомых из Красной Книги Липецкой области»
- «Сказки о птицах из Красной Книги Липецкой области»
- «Сказки из Красной Книги Липецкой области»

### Рассказы
- «Салют Костям!»
- «Оля»
- «Письмо нерожденного сына»
- «Если бы я мог её спросить»
- «Торговка частная»
- «Влюбилась»
- «Запоздалая нежность»
- «Алена»
- «Монастырь»
- «Одиночество»
- «Надо стать девочкой»
- «Агриппина, дочь Настасьи»
- «Арабские танцы»
- «Бандит Харя»
- «Любка»
- «Мандарины на Рождество»
- «Производство в России»
- «Путешествие в Индию»
- «Пагубная страсть»
- «Попался»
- «Подарок на 23 февраля»
- «Черный король»
- «Лукреция»
- «Бабка Юля»
- «Множество вариантов»
- «Не хочу жить»
- «Дурочка»
- «Ребенок с тремя шестерками»
- «Обычный день вопреки здравому смыслу»
- «Новогодняя ночь»
- «Сила Рода»
- «Свадьба»
- «Весенний шабаш»
- «Никогда не вспомнить»
- «И пришел на землю Анубис»
- «Всей деревне на зависть»
- «Миссия невыполнима»
- «Ленка»
- «Ночь перед Рождеством»
- «Черные дыры Вселенной»
- «По городу шли молитвы»
- «Люся»
- «Ночное дежурство»
- «Психотерапевт»
- «Он»
- «Легкие туфли»
- «Халимон»
- «Зеленое платье, красные помидоры»
- «Поездка на юг»
- «Девственница»
- «Сашка и красная рыба»
- «Четвертый выход, самый гениальный»
- «Момент истины»
- «Арабские танцы»
- «Отказать онкологу»
- «Николай Николаевич»
- «Елена прекрасная»
- «Душа поэта»

### Повести
- «Скрытый резерв»
- «Ящерица молодости»
- «Бессмертная Магдалина»
- «Казнь Демьяна»

### Тренинги
- «Роковая тайна человечества»
- «Письмо моей любимой дочери»
- «Времени нет»
- «Вера и отчаяние»
- «Прощение»
- «Бодрость духа — основа силы»
- «Рождение на Земле»
- «Беседа со священником»
- «Поднятие Кундалини»
- «Благодарность»
- «Душа»
- «Единство жизни»